# Dolné Zelenice
Dolné Zelenice (in ungherese Alsózélle) è un comune della Slovacchia facente parte del distretto di Hlohovec, nella regione di Trnava.